# Галатіна
Галатіна, Ґалатіна (італ. Galatina, сиц. Galatina) — муніципалітет в Італії, у регіоні Апулія, провінція Лечче.
Галатіна розташована на відстані близько 520 км на схід від Рима, 155 км на південний схід від Барі, 21 км на південь від Лечче.
Населення — 27 216 осіб (2014).
Щорічний фестиваль відбувається 29 червня та 30 червня. Покровитель — святий Петро.

## Демографія
Населення за роками:

Станом на 1 січня 2023 року в муніципалітеті офіційно проживало 815 іноземців з 64 країн, серед них 216 громадян країн Євросоюзу та 10 громадян України.

## Персоналії
- Алессандра Аморозо — італійська співачка.

## Сусідні муніципалітети
- Арадео
- Копертіно
- Корильяно-д'Отранто
- Кутрофьяно
- Галатоне
- Лекуїле
- Нардо
- Секлі
- Сольяно-Кавоур
- Солето